# サミュエル・マテテ
サミュエル・マテテ （Samuel Matete、1968年7月27日 - ）は、ザンビアの陸上競技選手である。マテテは1990年代の400mハードルで世界をリードした選手の一人である。1996年アトランタオリンピック銀メダリスト。また、1991年の世界陸上選手権ではザンビア出身の陸上競技選手として初めて世界チャンピオンに輝いた選手である。彼が、1991年のスイスのチューリヒの大会で記録した47秒10は現在でもアフリカ記録として残っている。

## 自己ベスト
- 400mハードル - 47秒10 (1991年)
- 400m - 44秒88 (1991年)
- 200m - 21秒04 (1989年)
- 100m - 10秒77 (1989年)

## 主な実績
| 年   | 大会                     | 場所                             | 種目         | 結果 | 記録   |
| ---- | ------------------------ | -------------------------------- | ------------ | ---- | ------ |
| 1988 | オリンピック             | ソウル(韓国)                     | 400mハードル | -    | 51秒06 |
| 1991 | 世界陸上選手権           | 東京(日本)                       | 400mハードル | 1位  | 47秒64 |
| 1992 | オリンピック             | バルセロナ(スペイン)             | 400mハードル | -    | 49秒89 |
| 1992 | IAAFワールドカップ       | ハバナ(キューバ)                 | 400mハードル | 1位  | 48秒88 |
| 1993 | 世界陸上選手権           | シュトゥットガルト(ドイツ)       | 400mハードル | 2位  | 47秒60 |
| 1994 | コモンウェルスゲームズ   | ビクトリア(カナダ)               | 400mハードル | 1位  | 48秒67 |
| 1994 | IAAFグランプリファイナル | パリ(フランス)                   | 400mハードル | 1位  | 48秒02 |
| 1994 | IAAFワールドカップ       | ロンドン(イギリス)               | 400mハードル | 1位  | 48秒77 |
| 1995 | 世界陸上選手権           | イェーテボリ(スウェーデン)       | 400mハードル | 2位  | 48秒03 |
| 1996 | オリンピック             | アトランタ(アメリカ合衆国)       | 400mハードル | 2位  | 47秒78 |
| 1996 | IAAFグランプリファイナル | ミラノ(イタリア)                 | 400mハードル | 3位  | 49秒36 |
| 1998 | IAAFグランプリファイナル | モスクワ(ロシア)                 | 400mハードル | 3位  | 48秒73 |
| 1998 | IAAFワールドカップ       | ヨハネスブルグ(南アフリカ共和国) | 400mハードル | 1位  | 48秒08 |
| 1998 | アフリカ陸上選手権       | ダカール(セネガル)               | 400mハードル | 1位  | 48秒58 |
| 2000 | IAAFグランプリファイナル | ドーハ(カタール)                 | 400mハードル | 3位  | 48秒71 |